# Eospalax
Eospalax (лат.) — род сравнительно крупных грызунов из семейства слепышовых. Он включает 3-7 видов, все они являются эндемиками центральной и северо-восточной частей Китая.

## Описание
Виды рода Eospalax вырастают относительно крупными по сравнению с другими грызунами, достигая длины тела более 25 см при весе более 600 г. Хвост очень короткий, всего несколько сантиметров в длину. Мех на спине от темно-ржаво-коричневого до серовато-коричневого цвета. Брюшная сторона обычно немного светлее, а на голове часто имеется белое пятно на лбу.
Череп имеет общую длину от 40 до 50 мм, плоское и широкое строение. Передняя часть костей носа иногда бывает отчетливо выемчатой, а костное кольцо под глазами может выступать вперед. Типичные для рода особенности черепа, кроме того, включают выпуклый затылочный щит, очень длинное резцовое отверстие в верхней челюсти и прямую морду, образующую линию с плоским черепом головного мозга.

## Распространение
Виды рода Eospalax являются эндемиками Китайской Народной Республики. Их ареалы охватывают большую часть центрального и северо-восточного Китая.

## Образ жизни
Виды рода Eospalax обитают на степных лугах, горных лугах, в лесных массивах и кустарниках, а также на сельскохозяйственных угодьях и рудеральных участках. Животные травоядные, питаются в основном травами, корнями и подземными частями стеблей растений. Они живут под землей в земле и строят крупномасштабные и сложные норы с кладовыми. Норы китайского цокора достигают в длину более 100 метров и характеризуются насыпями рыхлой земли у входов и могут достигать максимальной глубины 1,8 или 2,4 метра.
Репродуктивный период начинается ранней весной, и самки рожают от одного до трех пометов, в каждом из которых от двух до семи детенышей в год.

## Виды

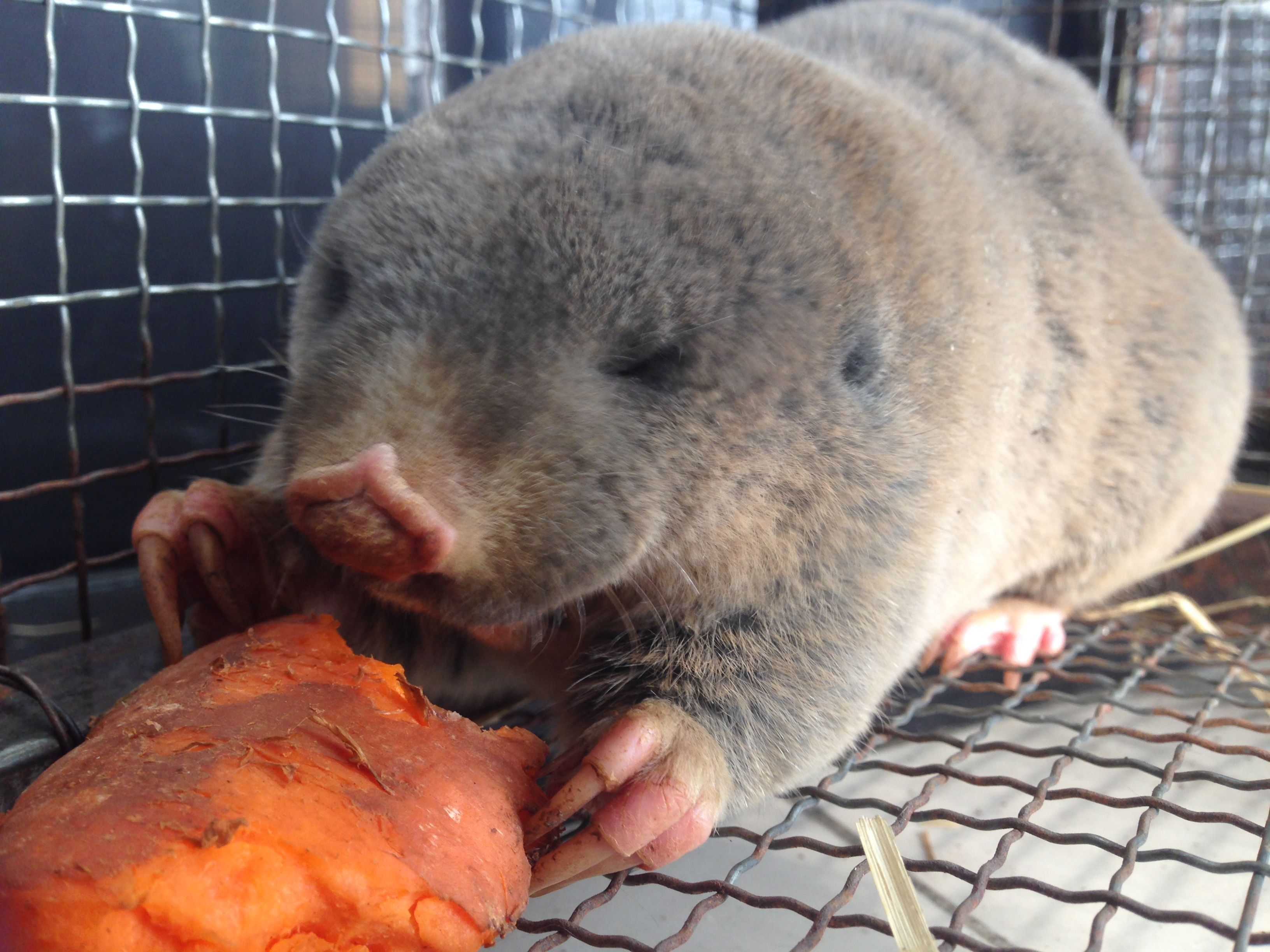
Раньше цокора Eospalax baileyi считали подвидом китайского цокора. В настоящее время он всё чаще выделяется зоологами в отдельный вид.

Eospalax классифицируется как отдельный род в подсемействе цокориных (Myospalacinae). Первоначальное описание было дано Гловером Моррилом Алленом как подрод в 1938 году. Классификация рода спорна. Раньше считалось, что состоит из трёх видов:
- Китайский цокор (Eospalax fontanierii; ранее Myospalax fontanierii)  (Milne-Edwards, 1867): Северный и Северо-Западный Китай
- Цокор Ротшильда (Eospalax rothschildi; ранее Myospalax rothschildi)  (Thomas, 1911): Северо-Западный и Центральный Китай[англ.]
- Цокор Смита (Eospalax smithii; ранее Myospalax smithii)  (Thomas, 1911): Северо-Западный Китай

В последнее время предлагают выделить ещё четыре вида:
- Eospalax muliensis
- Eospalax cansus
- Eospalax baileyi
- Eospalax rufescens

Пока что МСОП признаёт только три вида: E. fontanierii, E. rothschildi и E. smithii. Частично все виды этого рода были классифицированы как Eospalax в роде Myospalax классифицируются, но обычно считаются близкородственными видами или отнесены к общему подроду.

## Статус, угрозы и защита
Все виды рода Eospalax внесены в список не находящихся под угрозой исчезновения (вызывающих наименьшее беспокойство) Международным союзом охраны природы (МСОП). Это объясняется большим ареалом и многочисленностью этого вида. Потенциальных рисков, угрожающих популяции, нет ни для одного из видов. В 1990-х годах с китайскими цокорами в Цинхае боролись как с вредителями сельскохозяйственных угодий, что привело к значительному локальному сокращению численности. Первоначальная плотность поголовья от 5 до 70 особей на гектар в конце 1980-х годов снизилась более чем на 30 % в рамках этих мер.